# Riedikor
Riedikor (ros. Редикор) – wieś (sieło) w Rosji, w Kraju Permskim, w rejonie czerdyńskim. W 2010 liczyła 201 mieszkańców.